# Pariser Soldatenelf
Die Pariser Soldatenelf war eine Fußballmannschaft, die während des Zweiten Weltkrieges 1940 im besetzten Paris gegründet wurde und am Tag des dritten Gründungsjubiläums, den 19. Dezember 1943, ihr letztes Match absolvierte.

## Entstehung, Wirkung und Ende

### Allgemeines
Die Literatur vor der Untersuchung durch Markwart Herzog über den Fußball der NS-Zeit, erwähnt die Pariser Soldatenelf nur am Rand und ohne ernsthafte Recherche. In Jürgen Bitters Lexikon aus dem Jahr 2000 ist lapidar notiert, dass es sich „um eine spielstarke Auswahl fußballspielender deutscher Soldaten in der französischen Metropole während des 2. Weltkriegs gehandelt hätte, die gespickt war mit Nationalspielern.“ Auch die Ausführungen bei Gerhard Fischer und Ulrich Lindner bewegen sich im Buch über die „Stürmer für Hitler“ im Unterabschnitt über die Militärmannschaften nur im Allgemeinen und an der Oberfläche. So führen sie zum Beispiel aus: „Manche Militärmannschaften bestritten nur Freundschaftsspiele, andere nahmen an der Deutschen Meisterschaft teil - oder trugen Soldatenmeisterschaften in besetzten Gebieten aus, etwa in Frankreich; dort spielte die berühmte Pariser Soldatenelf, die ausschließlich mit - meist bekannten - deutschen Kickern besetzt war, Fritz Walter bestritt einige Begegnungen, der Schalker Meisterspieler Hans Bornemann, sehr viele. Die Pariser Soldatenelf wurde kurz nach der Besetzung Frankreichs durch die deutschen Truppen im Jahr 1940 aus der Taufe gehoben - von Major Hermann aus Kornwestheim bei Stuttgart. Sie galt als Vorbild für weitere deutsche Fußballmannschaften in Frankreich. Schließlich wurde sogar eine eigene Soldatenmeisterschaft im K.o.-System ausgetragen, die sogenannte 'Meisterschaft des Westens'. Im Endspiel des Jahres 1942 am 8. November standen sich die Pariser Soldatenelf und Burgstern Noris gegenüber - vor angeblich 40.000 Zuschauern im Pariser Prinzenparkstadion.“
Dazu erfährt man bei Löffelmeier zusätzlich im Detail: „Die Pariser Soldatenelf siegte in einer dramatischen Begegnung durch drei Tore des Nationalspielers Albert Sing mit 4:2.“ Des Weiteren ist in Löffelmeiers Exkurs über die Militärmannschaften noch festgehalten: „Nach dem Endspiel vom 8. November 1942 versuchte man, eine Fusion der beiden Finalisten zu einer 'Wehrmachtelf Frankreich' zu erreichen, doch kamen nur noch einige Spiele mit einer Kombination aus beiden Wehrmachtsmannschaften zustande. Geradezu legendär ist Fritz Walters letztes Match bei der - mit Burgsternlern kombinierten - Pariser Elf, das am 6. Dezember 1942 vor 20.000 Zuschauern im Prinzenparkstadion gegen eine Münchner Standortmannschaft ausgetragen wurde. Zur Pause lag die 'Wehrmachtmannschaft Frankreich bereits mit 3:1 in Führung, allerdings konnten die Münchner durch Tore der Sechziger Ludwig Janda (2) und Ernst Willimowski noch auf 3:4 verkürzen und schließlich durch ein Eigentor des Club-Verteidigers Willi Billmann zum verdienten Ausgleich kommen. Auf Seiten der Wehrmachtself trafen Nationalspieler Albert Sing (Kickers Stuttgart), Werner Günther (SC Rot-Weiß Oberhausen) und ein Spieler namens Hack von der SpVgg Fürth, der allerdings kurz darauf vom Fachblatt Kicker als Fritz Walter enttarnt wurde - sehr zum Unwillen des Reichssportführers. Herberger hatte Fritz Walter zu diesem Pseudonym geraten, um die Begehrlichkeiten der Reichssportführung im Hinblick auf eine Frontbewährung von Spitzensportlern zu unterlaufen.“

### Spezielle Untersuchung der Militärmannschaften von Burgstern Noris, der Pariser Soldatenelf und der Roten Jäger
Markwart Herzog legt in seiner Ausarbeitung „Sportliche Soldatenkämpfe im großen Kriege 1939–1945“ dann eine gründliche Geschichte dieser Soldatenmannschaften vor. Voran stellt er, dass in den Kriegsjahren (1939–1945) zahlreiche Fußballmannschaften auf deutschem Boden und in den besetzten Gebieten zu militärischen Prestigeobjekten avancierten, welche publikumswirksam organisiert und von wehrpflichtigen Spitzenkönnern praktiziert Fußball in neuartigen Formen der militärischen Massenunterhaltung eingebunden waren. Es gab Militärmannschaften, die im Nationalsozialistischen Reichsbund für Leibesübungen (NSRL) organisiert und an Meisterschafts- und Pokalwettbewerben teilgenommen haben, es gab aber auch Mannschaften, die sich aus Soldaten ganz bestimmter Truppenteile zusammensetzten und nur an wehrmachtsinternen Wettbewerben oder Propagandaspielen teilnahmen. Die Pariser Soldatenelf und Burgstern Noris sind „Leerstellen“ der Fußballgeschichte: Sie haben, ebenso wie die Roten Jäger, ihren Platz in der Militärgeschichte, nicht in den Traditionen des zivilen Vereinssports. Gleichwohl sind sie nicht zuletzt deshalb von höchstem Interesse für den bürgerlichen Fußball, weil zahlreiche prominente Spieler ihre Leidenschaft auch während des „totalen Krieges“ in solchen Mannschaften leben und sich dabei fit halten konnten, führt Herzog ferner aus. In diesen Militärfußballmannschaften findet die Allianz zwischen Fußball und Militär, die weit in die deutsche Sportgeschichte zurückreicht, ihre intensivste symbiotische Verdichtung – und zugleich ihr Ende.
Ebenso wie Burgstern Noris maßgeblich auf die Initiative zweier Nachrichtenkompaniechefs zurückgeht, ist auch die Pariser Soldatenelf untrennbar mit dem Namen eines Nachrichtenoffiziers verbunden: Richard Herrmann. Er betreute seine Militärfußballmannschaft vom ersten bis zum letzten Spiel. Neben den Roten Jägern war die Pariser Soldatenelf die in den Kriegsjahren populärste deutsche Militärelf. Die Quellenlage ist wesentlich besser als bei Burgstern Noris. Herrmann führte nämlich genauestens Buch und dokumentierte die Geschichte seiner Elf in zwei großformatigen Alben mit einem Umfang von 94 beziehungsweise 98 Seiten, die im Archiv des DFB liegen.
Richard Herrmann kam am 1. November 1914 in Kornwestheim zur Welt. Sein sportlicher Werdegang führte den Schwaben als Leichtathlet über den Turnverein seiner Heimatstadt (1923–1935) zum 1. FV Salamander Kornwestheim. Er war ein ausgezeichneter Lang- und Mittelstreckenläufer. 1936 wurde er zur Wehrmacht eingezogen und wurde im März 1940 in die 3. Kompanie Luftnachrichten-Regiment „Legion Condor“ Nr. 3 nach Bad Orb versetzt. Er erwarb sich nach der Besetzung von Paris großes Ansehen als inoffizieller Sportoffizier der Pariser Soldatenelf. 1940 wurde er zum Leutnant, 1942 zum Oberleutnant befördert. Nach 1945 gehörte Herrmann in verschiedenen Funktionen zu den „Männern der ersten Stunde“ beim Neuaufbau des Sports in seiner Heimatstadt. Sein beruflicher Werdegang verlief in festen Bahnen: Nach der kaufmännischen Lehre bei der Bausparkasse Wüstenrot war Herrmann zeitlebens im Bankgewerbe beschäftigt, zunächst in der Kreissparkasse Ludwigsburg, später in der Landesbausparkasse Baden-Württemberg als Bezirksleiter im Kreis Ludwigsburg.
Am 14. Juni 1940 nahmen deutsche Truppen Paris kampflos ein, am 22. Juni kapitulierte Frankreich. Die 3. Kompanie Luftnachrichten-Regiment „Legion Condor“ Nr. 3 zog am 19. Juni in Paris ein und bezog Quartier im Vorort St. Cloud nahe dem Prinzenpark-Stadion (Velodrome du Parc des Princes). Der damalige Kompaniechef Hauptmann Pusch übertrug Herrmann den dienstlichen Sport. Als sich in Paris ein geregelter dienstlicher Sportbetrieb eingespielt hatte und etliche gute Kicker in der Seine-Metropole stationiert waren, die Herrmann baten, in der Elf seiner Kompanie spielen zu dürfen, reifte der Entschluss, die Kompaniemannschaft zur Pariser Soldatenelf auszubauen und Angehörige aller in Paris stationierten Waffengattungen zu berücksichtigen. Anders als Burgstern Noris und die Roten Jäger war die Pariser Soldatenelf keiner bestimmten Truppeneinheit zugeordnet. Herrmann notierte die Einheiten, Vorgesetzten und Feldpostadressen populärer Spieler aus dem Reich und aktualisierte diese Daten fortlaufend, um aus einem großen Reservoir von Fußballstars schöpfen zu können. Auf der Grundlage dieser Informationen und der optimalen Möglichkeiten der Kommunikationstechnologie, über die er als Nachrichtenoffizier verfügte, konnte er über drei Jahre hinweg mit Handball, Fußball, Konzerten und anderen Spektakeln ein massenwirksames Unterhaltungsprogramm im Rahmen der Truppenbetreuung am Laufen halten, das sich als einträgliches und medienwirksames Geschäft erwies.
Nach Auskunft Herrmanns kam die Anregung, die Kompanieauswahl in die Pariser Soldatenelf zu transformieren, von dem Sportjournalisten Heinrich „Heinz“ Ott. Herrmann als Organisator und Ott als journalistischer Propagator arbeiteten Hand in Hand und verhalfen dem Sport als Mittel der Unterhaltung und Truppenbetreuung zu beachtlichen Erfolgen. Otts Artikel warben für die Auftritte der Pariser Soldatenelf, schürten die Nachfrage der Zuschauer und leisteten einen wichtigen Beitrag zur Verbreitung und Vermarktung des Renommees der Herrmann-Elf. Ähnlich wie die Brüsseler Zeitung Burgstern Noris bei der Suche nach neuen Spielern unterstützte, konnte Herrmann mit Otts Hilfe durch Aufrufe in Soldatenzeitungen erstklassige Verstärkungen an Land ziehen. Vor allem in der Gründungsphase war der Schalker-Meisterspieler Hans Bornemann, der zu Herrmanns Kompanie gehörte, eine große Hilfe: Er beriet Herrmann, der kein Fußballspieler war, bei der Mannschaftsaufstellung und Bearbeitung von Spielerbewerbungen. Darüber hinaus nahm Bornemann an fast allen Matches der Pariser Soldatenelf als Spielführer teil und war auch für das Training verantwortlich, wobei er gelegentlich von Paul Oßwald unterstützt wurde.
Herrmann besorgte sich Adressen und Stellenbesetzungen der Luftwaffeneinheiten, um Spitzenspieler für einzelne Spieleinsätze nach Paris zu ziehen oder dort für längere Zeit stationieren zu lassen. Am ehesten war dies möglich bei Luftwaffensoldaten wie dem Nationalspieler und späteren Sportmagazin- bzw. Kicker-Chefredakteur Hans Fiederer (SpVgg Fürth) oder Torwart Rudolf Schönbeck (Preußen Berlin), die direkt in Herrmanns Kompanie versetzt wurden. Bei Heeresangehörigen waren solche Versetzungen sehr viel schwieriger. Ein Versuch von Reichstrainer Sepp Herberger, den Infanteristen Fritz Walter bei der Pariser Luftwaffe stationieren zu lassen, scheiterte. Das Lauterer Fußballidol bestritt vier Spiele für die Pariser Soldatenelf, dies führt Herzog konkret in seiner weiteren Ausarbeitung „Der 'Betze' unterm Hakenkreuz“ auf: Walter wurde von September 1941 an zu insgesamt vier „Propagandaspielen“ in Marsch gesetzt. Gegner waren der FC Schalke 04, eine Soldatenelf des Militärbefehlshabers Belgien/Nordfrankreich, eine Frankfurter Stadtauswahl und sein viertes und letztes Match unter dem Pseudonym „Hack (SpVgg Fürth)“ im Dezember 1942 gegen eine Münchner Soldaten-Auswahl.
Mit der Infrastruktur und Logistik des Militärs und den in Paris vorhandenen zivilen Möglichkeiten des Marketing, der Kommunikationstechnologien und der Massenmedien konnten die Wettkämpfe als moderne, kommerzialisierte Unterhaltungsveranstaltungen immer größer und professioneller aufgezogen werden. Die Fußballveranstaltungen wurden in ein ganzes Bündel von Freizeitangeboten integriert: Im Vorprogramm fanden Handballspiele statt, für die musikalische Umrahmung sorgte das Musikkorps des Luftnachrichten-Regiments. Darüber hinaus wurden den Zuschauern noch weitere medienwirksame Inszenierungen geboten: Gelegentlich wurden die Spiele durch Ballabwurf aus einem Fieseler Storch spektakulär eröffnet.
Bereits am 23. März 1941, beim zweiten Spiel der Pariser Soldatenelf vor 20 000 Besuchern gegen eine Mannschaft des Luftgaukommandos München, zeigte sich, wie einträglich solche Veranstaltungen sein konnten. Mit den Eintrittsgeldern wurden die Reklamekosten, Stadiongebühren, Fahrtauslagen der Spieler, Anteil der gegnerischen Mannschaften und der Kauf von Sport-Ausrüstungen und -Geräten bestritten. Darüber hinausgehende Summen überwies Herrmann an Kriegswinterhilfswerk und Rotes Kreuz. Die in dieser Hinsicht erfolgreichste, finanziell einträglichste und unterhaltsamste Veranstaltung war am 19. Oktober 1941 vor 40 000 Zuschauern das Match gegen den FC Schalke 04, für das die Pariser Soldatenelf mit Fritz Walter und Karl Hohmann verstärkt worden war. Organisatorisch wurden acht Sonderzüge für die aus allen Teilen Frankreichs herbeiströmenden Soldaten eingesetzt. Schalke gewann in der Kriegssaison 1941/42 am 5. Juli 1942 in Berlin mit einem 2:0 gegen First Vienna Wien die deutsche Fußballmeisterschaft, wobei auch der Spielführer der Pariser Soldatenelf, Hans Bornemann, an der Seite von Otto Tibulski, Fritz Szepan, Ernst Kuzorra, Hermann Eppenhoff und Adolf Urban im Einsatz war.
Am Tag des dritten Gründungsjubiläums absolvierte die Pariser Soldatenelf, am 19. Dezember 1943, ihr letztes Spiel. Nach der Kapitulation der 6. Armee im Kessel von Stalingrad und der Vorbereitung des „totalen Krieges“ waren Unterhaltungsveranstaltungen wie Herrmann sie in großem Stil organisierte, undenkbar.

### Resümee
Herzog hielt fest, dass die von Herrmann organisierten Veranstaltungen keine gewöhnlichen Fußballspiele waren, die zwei Mal 45 Minuten dauerten; denn sie integrierten verschiedene Formen des zivilen Massenentertainments und der modernen Freizeitkultur, spektakuläre Sensationen des Militärs und politische Propaganda zu einer wohl durchdachten Einheit. Es waren prestigeträchtige Sportfeste der Truppenbetreuung mit ausgeprägt kommerziellen Absichten und charakteristischen Eigenschaften der modernen Unterhaltungsindustrie.

### Anschlag
Am 5. August 1942 wurde auf die Mannschaft während des Trainings durch die Résistance mit Handgranaten ein Attentat verübt, bei dem der 22-jährige Nationalspieler Hans Fiederer schwer verletzt wurde und sein rechtes Bein verlor.

## Spieleauflistung nach demHerzog-Artikel
- 23. März 1941; das 2. Spiel gegen das Luftgaukommando München
- 2. Juni 1941; gegen die Stadtelf Nürnberg/Fürth
- 17. August 1941; Spiel gegen Hannover 96; 6:4-Sieg nach 1:4-Rückstand
- 19. Oktober 1941; 14. Spiel; gegen FC Schalke 04, 1:3, vor 40.000 Zuschauern
- 14. Juni 1942; 15. Spiel; gegen Elf des Militärbefehlshaber Belgien/Nordfrankreich (Spielpause wegen Versetzung von Herrmann nach Deauville-Trouville)
- 8. November 1942; Spiel gegen Burgstern Noris um die „Meisterschaft des Westens“; 4:2-Sieg
- 6. Dezember 1942; Spiel gegen die Standortmannschaft München (das letzte Spiel von Fritz Walter unter dem Pseudonym „Hack (SpVgg Fürth)“)
- 26. September 1943; Spiel in Berlin gegen Berliner Stadtauswahl; 3:1-Sieg
- 19. Dezember 1943; das 39. und letzte Spiel der Pariser Soldatenelf gegen Auswahl des Gau Westmark; 10:0-Sieg

## Eingesetzte Spieler
Hans Appel, Robert Bernard, Willi Billmann, Wilhelm Blickle, Hans Bornemann, Hans Fickenscher, Hans Fiederer, Werner Günther, Karl Hohmann, Albert Janda, Ostermeier, Georg Poprawa, Josef Rasselnberg, Eduard Schaffer, Rudolf Schönbeck, Paul Scholz, Albert Sing, Jakob Streitle, Hans Uebelein, Josef Uebelein, Fritz Walter, Ernst Willimowski.